# Стадион имени Исмета Гаибова
Стадион имени Исмета Гаибова (азерб. İsmət Qayıbov adına stadion) (Балаханский стадион, стадион имени Ленина; Ленинского комсомола)— один из стадионов города Баку. Является альтернативной домашней ареной футбольного клуба азербайджанской премьер-лиги «Нефтчи» Баку, а также основной домашней ареной для клуба «Карадаг Локбатан».
Построен до 1930 года. Адрес Сабунчи-Разина. Сейчас посёлок Бакиханова. Носил имя Ленина пока не переминовали стадион им Сталина в Ленина. После Ленина стал Ленинского комсомола. В 1993 году стал им. Исмета Гаибова, вроде про стадион в поселке Бакиханова (Разина) идет речь, а не -  Тофика Бахрамова.
До открытия стадиона им Сталина в 1951 году здесь свои матчи проводил Нефтяник. После здесь Нефтчи проводил в чемпионате СССР игры за дубль.
Здесь в 1937 году прошёл свой первый матч в чемпионате страны и кубка Нефтяник. Стадион был тренировочной базой Нефтяника.
В 1930 году здесь играла команда немецких рабочих. Часто этот стадион называли в народе Балаханским и в Балаханах так как находился сначала в Балаханском районе,потом в Ленинском.
На этом стадионе начинали свой путь известные в будущем футболисты: Юрий Кузнецов, Л. Пахомов, Валерий Дикарев, Владимир Брухтий, Александр Семин, Валерий Гаджиев, Анатолий Банишевский, Искендер Джавадов, братья Огирчуки и многие другие. Большинство из футболистов учились в 148,68 и других школах Ленинского ( В разное время назывался Сабунчино-Балаханским,Балаханским районом) районом.
Брухтий В.П. преподавал физкультуру в ПТУ-88, Гнездов(первый тренер Нефтяника)физкультуру в школе 169,футболист "Нефтяника" ,Заслуженный учитель Азербайджана В.Я.Федяшин преподовал физику в 148 школе. 
Сейчас находится посёлок Бакиханова Сабунчинского района.

## Географическое положение
Стадион расположен по адресу: город Баку, Сабунчинский район, улица Явера Алиева, AZ1040.

## История
Флагман азербайджанского футбола — ФК «Нефтчи» Баку, в 2010 году начал реконструкционные работы на стадионе имени Исмета Гаибова, заменив травяное покрытие и установив 5000 кресел, вместо прежних 2500. Было запланировано также строительство на территории стадиона отеля, нового тренировочного поля и офиса, предназначанного для руководства и администрации клуба.
В связи с заменой травянового покрытия на стадионе «Bakcell Arena», c лета 2014 года бакинский «Нефтчи» вновь начал проводить домашние матчи Премьер-Лиги на стадионе имени Исмета Гаибова.
Стадион также является домашней ареной для клуба Первого Дивизиона — ФК «Карадаг Локбатан», а также местом проведения некоторых тренировочных матчей для национальной сборной Азербайджана.
Построен до 1930 года. Адрес Сабунчи-Разина. Сейчас посёлок Бакиханова. Носил имя Ленина пока не переминовали стадион им Сталина в Ленина(В 1993 году стал им Тофика Бахрамова). После Ленина стал Ленинского комсомола.
До открытия стадиона им Сталина в 1951 году здесь свои матчи проводил Нефтяник. После здесь Нефтчи проводил в чемпионате СССР игры за дубль.
Здесь в 1937 году прошёл свой первый матч в чемпионате страны и кубка Нефтяник. Стадион был тренировочной базой Нефтяника.
в 1930 году здесь играла команда немецких рабочих. Часто этот стадион называли в наподе Балаханским и в Балаханах так как находился сначала в Балаханском районе,потом в Ленинском.
На этом стадионе начинали свой путь известные в будущем футболисты: Банишевский,Брухтий,Семин,И.Джаввдов,В.Гаджиев и многие другие.
В интернете есть видео стадиона за1949 год и позже,также есть фотографии. 
15 августа 2012 года на данном стадионе прошла товарищеская встреча между национальными сборными Азербайджана и Бахрейна, завершившейся победой хозяев со счетом 3:0.
Германские футболисты в Баку  
На стадионе Ленинского района  
Было это ново и непонятно. За полчаса электричка перевезла около 10 тысяч человек.  
—Что случилось? — спрашивали друг у друга постоянные пассажиры Сабунчинки. И ответ находили у поселка Разина. Здесь вагоны внезапно пустели. Ясно. Толпа стремилась на балаханский стадион. Туда, где встречались футболисты Баку со сборной рабочей командой Германии